# Episodi di Gunsmoke (nona stagione)
La nona stagione della serie televisiva Gunsmoke è andata in onda negli Stati Uniti dal 28 settembre 1963 al 6 giugno 1964 sulla CBS.
| nº | Titolo originale            | Prima TV USA      | Titolo italiano | Prima TV Italia |
| -- | --------------------------- | ----------------- | --------------- | --------------- |
| 1  | Kate Heller                 | 28 settembre 1963 |                 |                 |
| 2  | Lover Boy                   | 5 ottobre 1963    |                 |                 |
| 3  | Legends Don't Sleep         | 12 ottobre 1963   |                 |                 |
| 4  | Tobe                        | 19 ottobre 1963   |                 |                 |
| 5  | Easy Come                   | 26 ottobre 1963   |                 |                 |
| 6  | My Sister's Keeper          | 2 novembre 1963   |                 |                 |
| 7  | Quint's Trail               | 9 novembre 1963   |                 |                 |
| 8  | Carter Caper                | 16 novembre 1963  |                 |                 |
| 9  | Ex-Con                      | 30 novembre 1963  |                 |                 |
| 10 | Extradition (1)             | 7 dicembre 1963   |                 |                 |
| 11 | Extradition (2)             | 14 dicembre 1963  |                 |                 |
| 12 | The Magician                | 21 dicembre 1963  |                 |                 |
| 13 | Pa Hack's Brood             | 28 dicembre 1963  |                 |                 |
| 14 | The Glory and the Mud       | 4 gennaio 1964    |                 |                 |
| 15 | Dry Well                    | 11 gennaio 1964   |                 |                 |
| 16 | Prairie Wolfer              | 18 gennaio 1964   |                 |                 |
| 17 | Friend                      | 25 gennaio 1964   |                 |                 |
| 18 | Once a Haggen               | 1º febbraio 1964  |                 |                 |
| 19 | No Hands                    | 8 febbraio 1964   |                 |                 |
| 20 | May Blossom                 | 15 febbraio 1964  |                 |                 |
| 21 | The Bassops                 | 22 febbraio 1964  |                 |                 |
| 22 | The Kite                    | 29 febbraio 1964  |                 |                 |
| 23 | Comanches is Soft           | 7 marzo 1964      |                 |                 |
| 24 | Father's Love               | 14 marzo 1964     |                 |                 |
| 25 | Now That April's Here       | 21 marzo 1964     |                 |                 |
| 26 | Caleb                       | 28 marzo 1964     |                 |                 |
| 27 | Owney Tupper Had a Daughter | 4 aprile 1964     |                 |                 |
| 28 | Bently                      | 11 aprile 1964    |                 |                 |
| 29 | Kitty Cornered              | 18 aprile 1964    |                 |                 |
| 30 | The Promoter                | 25 aprile 1964    |                 |                 |
| 31 | Trip West                   | 2 maggio 1964     |                 |                 |
| 32 | Scot Free                   | 9 maggio 1964     |                 |                 |
| 33 | The Warden                  | 16 maggio 1964    |                 |                 |
| 34 | Homecoming                  | 23 maggio 1964    |                 |                 |
| 35 | The Other Half              | 30 maggio 1964    |                 |                 |
| 36 | Journey for Three           | 6 giugno 1964     |                 |                 |

## Kate Heller
- Prima televisiva: 28 settembre 1963
- Diretto da: Harry Harris
- Scritto da: Kathleen Hite

### Trama
- Guest star: Robert Knapp (conducente), Harry Bartell (Gus Riley), Tom Lowell (Andy Heller), Duane Grey (Shotgun), Mabel Albertson (Kate Heller), Ted Jordan (Bo), Betsy Jones-Moreland (Tess)

## Lover Boy
- Prima televisiva: 5 ottobre 1963
- Diretto da: Andrew V. McLaglen
- Scritto da: John Meston

### Trama
- Guest star: Richard Coogan (Luke Ryan), Alan Baxter (Ab Fisher), Carol Byron (Terry Lee), Allan Hunt (ragazzo), Sheree North (Avis Fisher), Ken Curtis (Kyle Kelly)

## Legends Don't Sleep
- Prima televisiva: 12 ottobre 1963
- Diretto da: Harry Harris
- Scritto da: Kathleen Hite

### Trama
- Guest star: Robert Bice (Filler), William Talman (Race), Ken Kenopka (barista), Alan Dexter (Grosset), Scott Marlowe (Britt), Hope Summers (zia Jen), James Nusser (Louie Pheeters), Don Haggerty (sceriffo)

## Tobe
- Prima televisiva: 19 ottobre 1963
- Diretto da: John English
- Scritto da: Paul Savage

### Trama
- Guest star: Philip Abbott (Frank), Mary La Roche (Hannah Clayton/Mae Young), Bud Osborne (uomo), John Newton (cowboy), Harry Townes (Tobe Hostetter), L. Q. Jones (Skinner), Harry Dean Stanton (giovanotto), Sarah Selby (Ma Smalley), S. John Launer (cittadino)

## Easy Come
- Prima televisiva: 26 ottobre 1963
- Diretto da: Andrew V. McLaglen
- Scritto da: John Meston

### Trama
- Guest star: David Manley (Parks), Carl Reindel (Calhoun), Chubby Johnson (Barr), Dave Willock (commesso), Orville Sherman (Wib Smith), Sam Edwards (Morff), Peggy Rea (donna), James Nusser (Louie Pheeters), Glenn Strange (Sam), K. L. Smith (King), Shug Fisher (Harry), George D. Wallace (Tobin), Charlie Briggs (Riley), Andrew Prine (Elmo Sippy), Dallas Mitchell (cowboy)

## My Sister's Keeper
- Prima televisiva: 2 novembre 1963
- Diretto da: Harry Harris
- Scritto da: Kathleen Hite

### Trama
- Guest star: James Broderick (Pete Sievers), Fred Coby (barista), Jennifer Billingsley (Leah Shuler), Nancy Wickwire (Nell Shuler), Gage Clarke (Botkin), Glenn Strange (Sam), Lisa Seagram (ragazza nel saloon)

## Quint's Trail
- Prima televisiva: 9 novembre 1963
- Diretto da: Harry Harris
- Scritto da: Kathleen Hite

### Trama
- Guest star: George Selk (Moss Grimmick), Charles Seel (Finch), Don Haggerty (Clardy), Sharon Farrell (Belle Neff), Shirley O'Hara (Florie Neff), Everett Sloane (Cyrus Neff)

## Carter Caper
- Prima televisiva: 16 novembre 1963
- Diretto da: Jerry Hopper
- Scritto da: John Meston

### Trama
- Guest star: Glenn Strange (Sam), George Selk (Moss Grimmick), Anjanette Comer (Cara Miles), William Fawcett (Turner), Michael Fox (cameriere), William Phipps (Joe Stark), Jeremy Slate (Billy Hargis), Rayford Barnes (Dan Flack), I. Stanford Jolley (Barclay Mims), Barney Phillips (Bob Smith), Dennis Cross (Bud), Jacques Shelton (Bo Carter)

## Ex-Con
- Prima televisiva: 30 novembre 1963
- Diretto da: Thomas Carr
- Scritto da: John Meston

### Trama
- Guest star: Howard Wendell (giudice), Jeanne Cooper (Lily Pitts), Richard Devon (Sam Pitts), Raymond Guth (Clabe), Roy Roberts (Botkin), John Kellogg (Leo PItts), Harry Lauter (Kelly), Thomas Alexander (Kid)

## Extradition (1)
- Prima televisiva: 7 dicembre 1963
- Diretto da: John English
- Scritto da: Antony Ellis

### Trama
- Guest star: Gilbert Roland (tenente Julio Chavez), Alex Montoya (Diaz), Lisa Seagram (Senorita), Miguel Ángel Landa (Rivera), Gene Evans (Charlie Hacker), Walter Burke (Willie Kerns), Anna Navarro (Marguerita), Ricky Vera (Boy with Guitar)

## Extradition (2)
- Prima televisiva: 14 dicembre 1963
- Diretto da: John English
- Scritto da: Antony Ellis

### Trama
- Guest star: Anna Navarro (Marguerita), Gilbert Roland (tenente Julio Chavez), Miguel Ángel Landa (Rivera), Pepe Hern (Miguel), Gene Evans (Charlie Hacker), Rico Alaniz (El Pinon), Alex Montoya (Diaz)

## The Magician
- Prima televisiva: 21 dicembre 1963
- Diretto da: Harry Harris
- Scritto da: John Kneubuhl

### Trama
- Guest star: Lloyd Corrigan (Jeremiah Dark), Sheldon Allman (Red Banks), Barry Kelley (Aaron Wells), Brooke Bundy (Alice Dark), Tom Simcox (Tom Wells), Bill Zuckert (Ned), James Nusser (Louie Pheeters), Ken Tilles (Cy)

## Pa Hack's Brood
- Prima televisiva: 28 dicembre 1963
- Diretto da: Jerry Hopper
- Scritto da: Paul Savage

### Trama
- Guest star: Marianna Hill (Annie Montgomery), Milton Selzer (Pa Hack), Charles Kuenstle (Lonnie Hack), James Hampton (Jeb Willis), George Lindsey (Orville Hack), James Nusser (Louie Pheeters), Russell Thorson (Pa Willis), Lynn Loring (Maybelle)

## The Glory and the Mud
- Prima televisiva: 4 gennaio 1964
- Diretto da: Jerry Hopper
- Scritto da: Gwen Bagni

### Trama
- Guest star: Marsha Hunt (Sarah Carr), Kent Smith (Jack Dakota), Jenny Lee Arness (Amy), Joseph Hamilton (Dan Binney), James Best (Sam Beal), Glenn Strange (Sam), Robert Sorrells (Cloudy), Richard Murray (Young Buck)

## Dry Well
- Prima televisiva: 11 gennaio 1964
- Diretto da: Harry Harris
- Scritto da: John Meston

### Trama
- Guest star: Ned Glass (Ira Vickers), Glenn Strange (Sam), Karen Sharpe Kramer (Yuma Linz), John Hanek (Jeff Dailey), Tom Simcox (Web Vickers), William Henry (Dave Linz)

## Prairie Wolfer
- Prima televisiva: 18 gennaio 1964
- Diretto da: Andrew V. McLaglen
- Scritto da: John Dunkel

### Trama
- Guest star: Don Dubbins (Rollie Wendt), Noah Beery, Jr. (Nate Guthrie), James Drake (Dude), Holly McIntire (Sarah Guthrie), Fred Coby (Charlie), Ken Curtis (Festus Haggen)

## Friend
- Prima televisiva: 25 gennaio 1964
- Diretto da: Harry Harris
- Scritto da: Kathleen Hite

### Trama
- Guest star: Glenn Strange (Sam), Ben Wright (padre Tom), Butch Patrick (Runt), Jan Shepard (Marge), Tom Reese (Judd Nellis), George Keymas (Frank Gore), Ralph Moody (Finley), Frank Kreig (barista)

## Once a Haggen
- Prima televisiva: 1º febbraio 1964
- Diretto da: Andrew V. McLaglen
- Scritto da: Les Crutchfield

### Trama
- Guest star: Roy Barcroft (Pop Schiller), Elizabeth MacRae (April Clomley), John Hudson (Curly), Kenneth Tobey (Fickett), Slim Pickens (Bucko Taos), Harry Lauter (Cardsharp), Howard Wendell (giudice)

## No Hands
- Prima televisiva: 8 febbraio 1964
- Diretto da: Andrew V. McLaglen
- Scritto da: John Meston

### Trama
- Guest star: Conlan Carter (Ben), Rayford Barnes (Jess), Shug Fisher (barista), Kevin Hagen (Emmett), Denver Pyle (Pa Ginnis), Orville Sherman (Wib Smith), James Nusser (Louie Pheeters), Strother Martin (Will Timble), Glenn Strange (Sam), Wright King (Lon Ginnis), Mark Murray (ragazzo)

## May Blossom
- Prima televisiva: 15 febbraio 1964
- Diretto da: Andrew V. McLaglen
- Scritto da: Kathleen Hite

### Trama
- Guest star: Roger Torrey (Feeder), Sarah Selby (Ma Smalley), Richard X. Slattery (Greer), Charles H. Gray (Lon), Lauri Peters (May Blossom)

## The Bassops
- Prima televisiva: 22 febbraio 1964
- Diretto da: Andrew V. McLaglen
- Scritto da: Tom Hanley, Jr.

### Trama
- Guest star: Eunice Christopher (Mellie Bassop), Robert J. Wilke (Wayne Kelby), Robert Bice (Wilson), Mickey Sholdar (Tommy Bassop), James Nusser (Louie Pheeters), Warren Oates (Deke Bassop), James Griffith (Harford), Ollie O'Toole (addetto al telegrafo), Glenn Strange (Sam), Patricia Joyce (Donna Lee)

## The Kite
- Prima televisiva: 29 febbraio 1964
- Diretto da: Andrew V. McLaglen
- Scritto da: John Meston

### Trama
- Guest star: Lyle Bettger (Ed Polk), Glenn Strange (Sam), Betsy Hale (Letty Cassidy), Michael Higgins (Rod Cassidy), Sarah Selby (Ma Smalley), Burt Douglas (Joe Bryan), Allyson Ames (Clara Cassidy)

## Comanches is Soft
- Prima televisiva: 7 marzo 1964
- Diretto da: Harry Harris
- Scritto da: Kathleen Hite

### Trama
- Guest star: James Nusser (Louie Pheeters), Rex Holman (Brother), Nesdon Booth (barista), Kathleen Nolan (Liz), Don Megowan (Big Hardy), Harry Dean Stanton (Leader), Richard Reeves (Heavy)

## Father's Love
- Prima televisiva: 14 marzo 1964
- Diretto da: Harry Harris
- Scritto da: John Meston

### Trama
- Guest star: Ben Wright (Ross), Anthony Caruso (Joe Simms), Edith Evanson (Nell), Shary Marshall (Cora Prell), Robert F. Simon (Jesse Price), Ed Nelson (Tom King), Hickman Hill (Hank)

## Now That April's Here
- Prima televisiva: 21 marzo 1964
- Diretto da: Andrew V. McLaglen
- Scritto da: Les Crutchfield

### Trama
- Guest star: Royal Dano (Bender), Elizabeth MacRae (April), Glenn Strange (Sam), Hal Baylor (Grody), Vic Perrin (Argus Asher)

## Caleb
- Prima televisiva: 28 marzo 1964
- Diretto da: Harry Harris
- Scritto da: Paul Savage

### Trama
- Guest star: Vicki Cos (Betsy), Dorothy Green (Julie), Dennis Robertson (Billy), Christopher Barrey (George), John Dehner (Caleb Marr), Ted Jordan (Chad Follett), Glenn Strange (Sam), Dabbs Greer (Wilbur Jonas), George Selk (Moss Grimmick), Anne Loos (Dorcas Marr), Lane Bradford (Lige Follett)

## Owney Tupper Had a Daughter
- Prima televisiva: 4 aprile 1964
- Diretto da: Jerry Hopper
- Scritto da: Paul Savage

### Trama
- Guest star: Noreen Corcoran (Ellen), Andrea Darvi (Amity Tupper), Dolores Quinton (Clara Makepeace), James Seay (Jay Kimbal), Berkeley Harris (Mal Kimbal), Jay C. Flippen (Owney Tupper), Vernon Rich (Art Makepeace)

## Bently
- Prima televisiva: 11 aprile 1964
- Diretto da: Harry Harris
- Scritto da: John Kneubuhl

### Trama
- Guest star: Jan Clayton (Clara Wright), Bill Erwin (Ned Wright), June Dayton (Emily Calvin), Charles McGraw (Albert Calvin), Gene Lyons (Fletcher)

## Kitty Cornered
- Prima televisiva: 18 aprile 1964
- Diretto da: John Brahm
- Scritto da: Kathleen Hite

### Trama
- Guest star: Shug Fisher (Harry Obie), Jacqueline Scott (Stella Damon), Vicki Raaf (Fay), Joseph Sirola (Eddie Fitch), Glenn Strange (Sam), Betty Keeney (Aggie)

## The Promoter
- Prima televisiva: 25 aprile 1964
- Diretto da: Andrew V. McLaglen
- Scritto da: John Meston

### Trama
- Guest star: John Newman (Johnny Towers), Wilhelm Von Homburg (Otto Gundlach), Larry J. Blake (Shell), Don Collier (Price), Anne Barton (Millie Scott), Vic Perrin (Henry Huckaby), Peggy Stewart (Daisy Huckaby), Shug Fisher (Obie), James Nusser (Louie Pheeters), Hank Patterson (Hank), Allen Case (tenente Gibbons), Robert Fortier (sergente Clyde), Gregg Palmer (Jake)

## Trip West
- Prima televisiva: 2 maggio 1964
- Diretto da: Harry Harris
- Scritto da: John Dunkel

### Trama
- Guest star: Sharon Farrell (Annie Gilroy), Vinton Hayworth (professore Ramsey), Henry Rowland (Frank), Elizabeth Shaw (Lucille), H. M. Wynant (Meade Agate), Percy Helton (Arbuckle), Herbert Anderson (Elwood Hardacre), Angela Clarke (Mrs. Crabbe)

## Scot Free
- Prima televisiva: 9 maggio 1964
- Diretto da: Harry Harris
- Scritto da: Kathleen Hite

### Trama
- Guest star: Jay Lanin (Rob Scott), Patricia Owens (Nora Brand), Robert Bice (Jim), Julie Sommars (Gert), Jack Betts (cowboy), Anne Barton (Millie Scott), Harry Bartell (Harper), Russ McCubbin (giovane cowboy)

## The Warden
- Prima televisiva: 16 maggio 1964
- Diretto da: Andrew V. McLaglen
- Scritto da: Les Crutchfield

### Trama
- Guest star: George Kennedy (Stark), Anthony Caruso (Bull Foot), Julie Parrish (Cool Dawn), Ollie O'Toole (addetto al telegrafo), Christopher Connelly (Trainey)

## Homecoming
- Prima televisiva: 23 maggio 1964
- Diretto da: Harry Harris
- Scritto da: Shimon Wincelberg

### Trama
- Guest star: Jack Elam (Hector Lowell), Harold Stone (Orval Bass), Tom Lowell (Ethan), Howard Culver (commesso), Phyllis Coates (Edna Lowell), Émile Genest (Frisbie)

## The Other Half
- Prima televisiva: 30 maggio 1964
- Diretto da: Andrew V. McLaglen
- Scritto da: John Dunkel

### Trama
- Guest star: Donna J. Anderson (Nancy Otis), Lee Kinsolving (Jess/Jay Bartell), David Cass (ministro/sacerdote), Larry J. Blake (George Hoover), Paul Fix (Sam Bartell), Bob Gravage (Barney), Patric Knowles (MacIntosh)

## Journey for Three
- Prima televisiva: 6 giugno 1964
- Diretto da: Harry Harris
- Scritto da: Frank Paris

### Trama
- Guest star: James Nusser (Louie Pheeters), Ollie O'Toole (addetto al telegrafo), Mark Goddard (Boyd Lambert), William Arvin (Adam Gifford), Michael J. Pollard (Cyrus Gifford), Margaret Blye (ragazza)